# Honinglepel

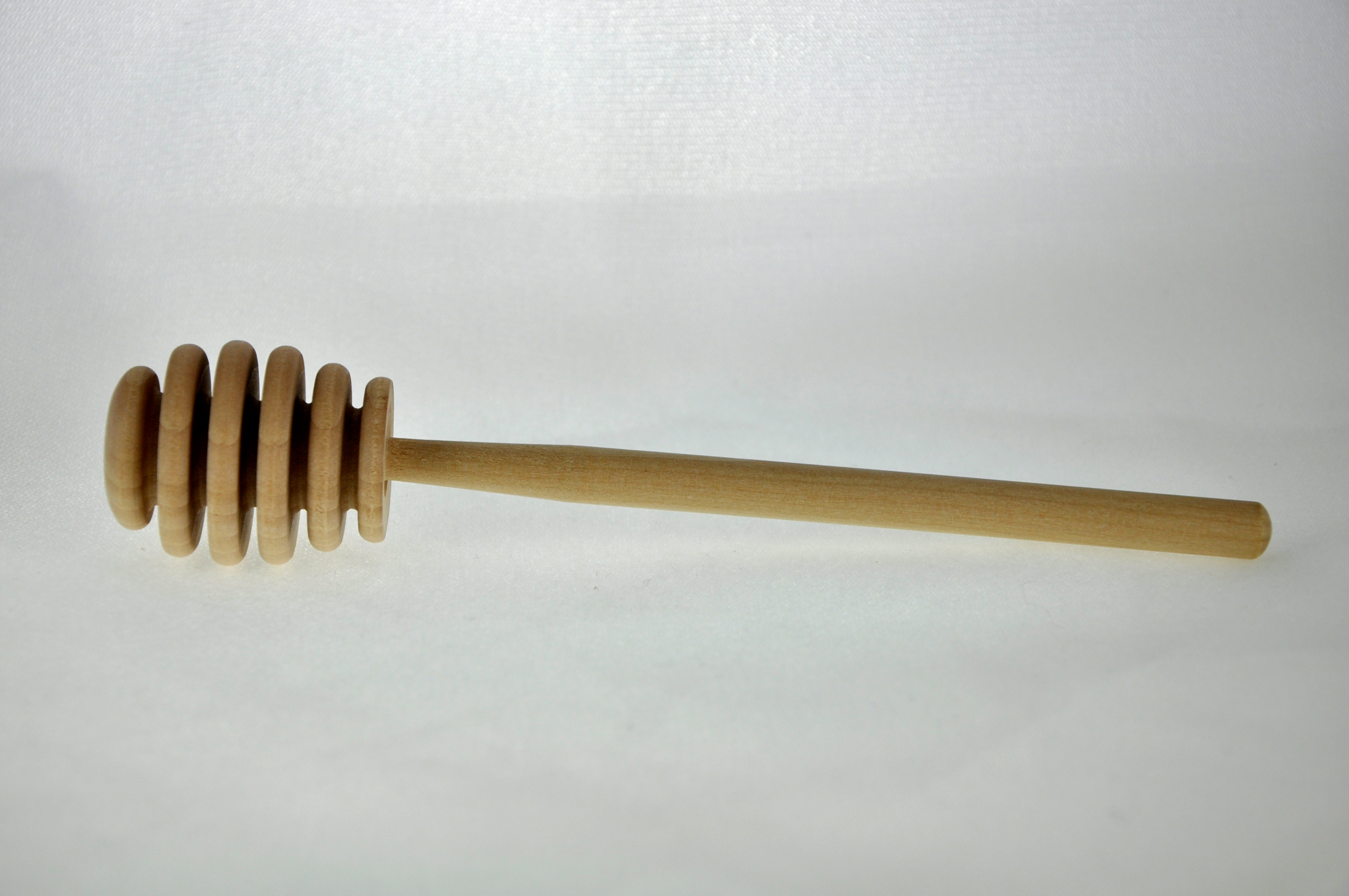
Honinglepel

Een honinglepel, ook wel honingdripper, honingdipper, honingdruipstaaf of honingutensil genoemd, is een stuk keukengereedschap.
De lepel wordt gebruikt om honing te doseren. De lepel bestaat uit een steel met aan het uiteinde een bol met gleuven. Daardoor kan de honing in de lepel worden gerold en in of over een drank of maaltijd worden verdeeld.